# Moderni kompleks Pampulha
Moderni kompleks Pampulha se nanaša na skupino spomenikov, ki stojijo na obrobju Lagoa da Pampulha, v okrožju Belo Horizonte, glavnem mestu Minas Gerais. Leta 1940 ga je zasnoval Oscar Niemeyer skupaj s konstrukcijskimi načrti inženirja Joaquima Cardoza in drugimi umetniki in predstavlja izjemen primer moderne arhitekture. Projekt je naročil takratni župan Juscelino Kubitschek, zgrajen pa je bil med letoma 1942 in 1944. To kulturno in prostočasno središče, zgrajeno okoli jezera Pampulha, umetne lagune, prvotno sestavljeno iz igralnice, plesne dvorane, golfskega in jahtnega kluba ter Cerkev Frančiška Asiškega, skupaj z umetnimi vrtovi, tvori harmonično celotno delo.</ref>
Juscelino je želel razviti območje severno od mesta, imenovano Pampulha. Nato je mlademu in že priznanemu arhitektu Oscarju Niemeyerju naročil načrtovanje skupine stavb okoli umetne lagune Pampulha: igralnico, cerkev, plesno dvorano, klub in hotel. Z izjemo hotela se je kompleks uresničil z inavguracijo 16. maja 1943 v navzočnosti predsednika Getúlia Vargasa in guvernerja zvezne države Minas Gerais, Benedita Valadaresa. Igralnica je leta 1957 postala umetniški muzej Pampulha.
Ansambel je bil leta 2016 na 40. zasedanju Odbora za svetovno dediščino uvrščen na seznam Unescove svetovne dediščine kot kulturna krajina.
Poleg Oscarja Niemeyerja so sodelovali Joaquim Cardozo kot gradbeni inženir, Cândido Portinari, ki je ustvaril keramiko in skulpture, ter Roberto Burle Marx kot krajinski arhitekt.
Stavba igralnice zdaj služi kot muzej umetnosti Pampulha, plesna dvorana pa je referenčni center za arhitekturo, urbanistično načrtovanje in oblikovanje. Nekdanji golf in jahtni klub je zdaj dom jahtnega in teniškega kluba. Samo cerkev São Francisco De Assis je ohranila svoj prvotni namen in je še danes cerkev.

## Stavbe

### Cerkev
Velja za mojstrovino kompleksa. Pri načrtovanju kapele je Oscar Niemeyer izvedel nove poskuse v armiranem betonu, pri čemer je opustil ploščo na pilotisu in ustvaril parabolični obok v betonu, ki se je prej uporabljal samo v hangarjih. Obok v kapeli Pampulha bi bil hkrati struktura in ograjen prostor, kar bi odpravilo potrebo po zidanju. Začenja tisto, kar bi bilo vodilo njegovega celotnega dela: arhitektura, kjer bo prevladovala plastičnost armiranobetonske konstrukcije, v drznih, nenavadnih in vpadljivih oblikah. Strukturni projekt je izvedel inženir Joaquim Cardozo, za katerega je Niemeyer menil, da je »najbolj kultiviran Brazilec, kar obstaja«. [3]
Kljub posvetitvi s strani arhitektov in umetnikov je bila kapela – odprta leta 1943 – slabo sprejeta s strani nadškofije, ki je ni hotela sprejeti in je bila posvečena šele 17 let pozneje, leta 1959.

### Muzej umetnosti
Muzej umetnosti Pampulha (MAP) je bila prva zgrajena stavba v kompleksu. V njeni zasnovi je viden vpliv Le Corbusiera, zlasti na fasadi, v travertinu in steklu. Igralnica je delovala do 30. aprila 1946, ko je predsednik Gaspar Dutra prepovedal igre na srečo po vsej državi. Leta 1957 je začela delovati kot Umetnostni muzej.
MAP ima zbirko 1600 del, med njimi tudi primere brazilske sodobne umetnosti, ki se osredotočajo na različne umetniške trende. Eden od vrhuncev zbirke so dela Guignarda. Njegova zbirka združuje dela različnih umetnikov, kot so Oswaldo Goeldi, Fayga Ostrower in Anna Letycia, dela modernistov, kot so Di Cavalcanti, Livio Abramo, Bruno Giorgi in Ceschiatti ter sodobnikov Antonio Dias, Frans Krajcberg, Ado Malagoli, Iberê Camargo, Tomie Ohtake , Ivan Serpa, Milton Dacosta, Alfredo Volpi, Franz Weissmann, med drugim.

### Plesna dvorana
Odprta je bila leta 1943, ukinjena pa je bila leta 1948 po zaprtju igralnice leta 1946. Plesna dvorana stoji na umetnem otočku, do katerega vodi enajstmetrski most. Izstopa po oblikah fasade in zavitega šotora.

### Jahtni in teniški klub
Arhitektura je bila zgrajena leta 1942 pod imenom Iate Golfe Clube in jo Iphan leta 1994 uvrstil na seznam in je podobna čolnu, ki se spušča v vode Pampulhe. Vrtovi so avtorja Roberta Burle Marxa. Edina stavba v kompleksu, ki ne izvira iz prvotne arhitekture, je prizidek, zgrajen v 1970-ih, kjer sta prostor za zabave in telovadnica. Leta 2016 je mesto Belo Horizonte doseglo dogovor z ITC o razlastitvi mesta za rušenje, saj je UNESCO poudaril, da razlika, ki jo povzroča prizidek, ovira morebitno izbiro kulturne dediščine.
- Panorama Pampulha
- Laguna
- Umetniški muzej Pampulha
- Cerkev Frančiška Asiškega